# 陳相寶
陳相寶（1965年7月3日—），中華民國海軍少將退伍，出生於花蓮縣新城鄉，曾任職海軍技術學校校長、海軍司令部人事軍務處處長、國防部人次室助理次長。2022年經過軍官轉任公務人員考試 轉任考試及格，目前任職福壽山農場場長。
因2024花蓮地震，導致中部橫貫公路落石中斷，陳相寶擔憂受困人員挨餓受凍，率同仁攜帶物資前往關原管制點。因受困人員車輛受損嚴重，並派農場車輛接駁，將人員送至台中車站，使其順利返家與親人相聚。